# Tournoi de Düsseldorf
Le Tournoi Grand Prix de Düsseldorf ou Grand Prix d'Allemagne est une compétition de judo organisée annuellement au mois de février. Il remplace à compter de 2010 le Tournoi de Hambourg. 
Organisé par la Fédération allemande de Judo, le Tournoi de Düsseldorf est un événement majeur dans le calendrier international du fait de son label « Grand Prix ».
En 2018, il est élevé comme « Grand Chelem ».

## Palmarès masculin
| Année        | -60 kg            | -66 kg                   | -73 kg                | -81 kg                 | -90 kg              | -100 kg                  | +100 kg              |
| Grand Prix   | Grand Prix        | Grand Prix               | Grand Prix            | Grand Prix             | Grand Prix          | Grand Prix               | Grand Prix           |
| ------------ | ----------------- | ------------------------ | --------------------- | ---------------------- | ------------------- | ------------------------ | -------------------- |
| 2010         | Georgii Zantaraia | Tsagaanbaatar Hashbaatar | Nyam-Ochir Sainjargal | Kim Jae-bum            | Yuya Yoshida        | Takamasa Anai            | Islam El Shehaby     |
| 2011         | Hiroaki Hiraoka   | Masaaki Fukuoka          | Dirk Van Tichelt      | Travis Stevens         | Marcus Nyman        | Maxim Rakov (en)         | Andreas Tölzer       |
| 2012         | Jang Jin-min      | Alim Gadanov             | Wang Ki-chun          | Ole Bischof            | Varlam Liparteliani | Maxim Rakov (en)         | Jean-Andreas Toelzer |
| 2013         | Boldbaatar Ganbat | Masashi Ebinuma          | Pierre Duprat         | Avtandil Tchrikishvili | Varlam Liparteliani | Cyrille Maret            | Masaru Momose        |
| 2014         | Toru Shishime     | Masashi Ebinuma          | Hiroyuki Akimoto      | Travis Stevens         | Ilias Iliadis       | Luciano Correa           | Daiki Kamikawa       |
| 2015         | Toru Shishime     | Kengo Takaichi           | Shohei Ōno            | Joachim Bottieau       | Varlam Liparteliani | Ryunosuke Haga           | Ryū Shichinohe       |
| 2016         | Kim Won-jin       | An Baul                  | Shohei Ōno            | Joachim Bottieau       | Marcus Nyman        | Dimitri Peters           | Iakiv Khammo         |
| 2017         | Boldbaatar Ganbat | Vazha Margvelashvili     | Denis Iartcev         | Aslan Lappinagov       | Beka Gviniashvili   | Toma Nikiforov           | Kokoro Kageura       |
| Grand Chelem |                   |                          |                       |                        |                     |                          |                      |
| 2018         | Ryuju Nagayama    | Kenzo Tagawa             | Shohei Ōno            | Saeid Mollaei          | Mikhail Igolnikov   | Varlam Liparteliani      | —                    |
| 2019         | Ryuju Nagayama    | Joshiro Maruyama         | Shohei Ōno            | Sōtarō Fujiwara        | Mammadali Mehdiyev  | Kentaro Iida             | Hisayoshi Harasawa   |
| 2020         | Naohisa Takatō    | Hifumi Abe               | Shohei Ōno            | Tato Grigalashvili     | Davlat Bobonov      | Mukhammadkarim Khurramov | Guram Tushishvili    |

## Palmarès féminin
| Année        | -48 kg             | -52 kg            | -57 kg              | -63 kg              | -70 kg          | -78 kg                | +78 kg                |
| Grand Prix   | Grand Prix         | Grand Prix        | Grand Prix          | Grand Prix          | Grand Prix      | Grand Prix            | Grand Prix            |
| ------------ | ------------------ | ----------------- | ------------------- | ------------------- | --------------- | --------------------- | --------------------- |
| 2010         | Tomoko Fukumi      | Soraya Haddad     | Kaori Matsumoto     | Claudia Malzahn     | Mina Watanabe   | Heide Wollert         | Megumi Tachimoto      |
| 2011         | Tomoko Fukumi      | Yuka Nishida      | Rafaela Silva       | Yoshie Ueno         | Chen Fei        | Lkhamdegd Purevjargal | Mika Sugimoto         |
| 2012         | Charline Van Snick | Yuki Hashimoto    | Kaori Matsumoto     | Joung Da-woon       | Rasa Sraka      | Kayla Harrison        | Lucija Polavder       |
| 2013         | Riho Okamoto       | Majlinda Kelmendi | Automne Pavia       | Clarisse Agbegnenou | Kim Polling     | Gemma Gibbons         | Maria Suelen Altheman |
| 2014         | Wu Shugen          | Natalia Kuzyutina | Kaori Matsumoto     | Marta Labazina      | Asma Niang      | Luise Malzahn         | Megumi Tachimoto      |
| 2015         | Charline Van Snick | Ma Yingnan        | Rafaela Silva       | Alice Schlesinger   | Chizuru Arai    | Kayla Harrison        | Kanae Yamabe          |
| 2016         | Jeong Bo-kyeong    | Ai Shishime       | Kaori Matsumoto     | Tina Trstenjak      | Bernadette Graf | Audrey Tcheuméo       | Maria Suelen Altheman |
| 2017         | Funa Tonaki        | Uta Abe           | Theresa Stoll       | Clarisse Agbegnenou | Chizuru Arai    | Mami Umeki            | Iryna Kindzerska      |
| Grand Chelem |                    |                   |                     |                     |                 |                       |                       |
| 2018         | Daria Bilodid      | Ai Shishime       | Nekoda Smythe-Davis | Andreja Leški       | Yoko Ono        | Ruika Sato            | Sarah Asahina         |
| 2019         | Funa Tonaki        | Majlinda Kelmendi | Tsukasa Yoshida     | Miku Tashiro        | Sally Conway    | Mayra Aguiar          | Idalys Ortíz          |
| 2020         | Shirine Boukli     | Uta Abe           | Jessica Klimkait    | Miku Tashiro        | Chizuru Arai    | Shori Hamada          | Sarah Asahina         |